# Recettori a elevata pressione
I recettori a elevata pressione sono dei barocettori localizzati nel sistema circolatorio a livello dell'arco aortico e del seno carotideo. Questi recettori sono sensibili solo a variazioni della pressione superiori a 60 mmHg.

## Anatomia
I barocettori ad elevata pressione anatomicamente sono delle terminazioni nervose libere, ramificate all'interno della parete dell'arco dell’aorta e del seno carotideo, ovvero di alcuni principali vasi del comparto arterioso del sistema circolatorio.

## Funzione
I recettori ad alta pressione sono molto sensibili alle variazioni pressorie. Quando si attivano determinano una risposta di tipo depressivo, ossia comportano una riduzione di pressione arteriosa. La loro attivazione comporta una riduzione di frequenza cardiaca e provoca una vasodilatazione generalizzata.
Un aumento della pressione sanguigna arteriosa determina in modo riflesso un aumento dell'attività neuronale vagale nel cuore.
I nervi afferenti dai barocettori sono chiamati "nervi tampone". Questi nervi, ad esempio, sono costituiti da fibre nervose appartenenti al nervo del seno carotideo, una branca del nervo glossofaringeo e del nervo vago. Il termine "nervi tampone" deriva dal fatto che il sistema barocettore si contrappone agli aumenti così come alle riduzioni della pressione arteriosa.